# Гуидони, Умберто
Умбе́рто Гуидо́ни (итал. Umberto Guidoni; род. 18 августа 1954, Рим, Италия) — итальянский политик, астрофизик, астронавт ЕКА, 3-й астронавт Италии.

## Образование
После окончания в 1973 году лицея «Гай Луцилий» в Болонье Умберто Гуидони поступил в Римский университет Ла Сапиенца, где в 1978 году получил степень бакалавра физики и доктора астрофизики. В 1979—1980 гг. проходил стажировку (физика плазмы) в Национальном комитете по ядерным исследованиям. В 1982 году стал научным сотрудником комитета.
В 1983—1984 гг. работал в отделе солнечной энергии Национального комитета по альтернативной энергии, где занимался совершенствованием солнечных батарей.
В 1984—1989 гг. работал в Институте космической физики, принимая участие в разработке привязной спутниковой системы, которая была намечена в качестве полезной нагрузки во время полёта космического корабля «шаттл».

## Космическая подготовка
В 1989 году Итальянское космическое агентство (ASI) провело свой второй набор астронавтов. Из 10 финалистов в США были отобраны 4 кандидата для полёта на шаттле. С января 1990 года трое из них, в том числе Умберто Гуидони, начали проходить общекосмическую подготовку в Хьюстоне. 26 сентября 1991 года были названы два главных кандидата на полёт STS-46: основной специалист по полезной нагрузке — Франко Малерба, дублирующий — Умберто Гуидони.
Во время полёта «Атлантиса» 31 июля — 7 августа 1992 года Умберто Гуидони был дублёром первого итальянского астронавта и помогал его работе из Центра управления полётами в Хьюстоне.
12 октября 1994 года У. Гуидони был отобран кандидатом для второго американо-итальянского полёта, который должен был продолжить выполнение совместной программы TSS.

## Космические полёты

### Полёт на «Колумбии»
Свой первый космический полёт 41-летний Умберто Гуидони совершил в качестве специалиста по полезной нагрузке 22 февраля — 9 марта 1996 года. Основными задачами миссии STS-75 были выполнение экспериментов по программам TSS-1R (вторая попытка вывести на орбиту привязной спутник после неудачного опыта в ходе STS-46 в 1992 году), а также экспериментов по материаловедению и физике конденсированного состояния по программе USMP-3 (United States Microgravity Payload).
Продолжительность полёта составила 15 суток 17 часов 41 минуту 30 секунд.
12 августа 1996 года У. Гуидони приступил к новому курсу подготовки, на этот раз с американским астронавтами 16-го набора и другими иностранными астронавтами. Завершив подготовку в апреле 1998 года, получил квалификацию специалиста полёта.
В августе 1998 года Умберто Гуидони зачислен в отряд астронавтов Европейского космического агентства (переведён из упразднённого итальянского отряда), а 9 февраля 1999 года получил назначение в экипаж.

### Полёт на «Индеворе»
Второй полёт Умберто Гуидони совершил в возрасте 46 лет как специалист полёта на шаттле «Индевор» 19 апреля — 1 мая 2001 года. Основными задачами международного экипажа (в нём были представлены космонавты 4 стран) являлись доставка на Международную космическую станцию канадского дистанционного манипулятора станции «Канадарм2» и итальянского модуля «Раффаэлло».
Несмотря на то что ранее состоялось уже девять пилотируемых полётов к МКС, Умберто Гуидони стал в ходе этой миссии первым западноевропейским астронавтом на борту станции. Продолжительность полёта составила 11 суток 21 час 31 минуту 14 секунд.
Суммарный налёт Гуидони в двух космических полётах составил 27 суток 15 часов 12 минут 44 секунды.
Статистика
| # | Стартовый корабль | Старт, UTC        | Экспедиция   | Корабль посадки | Посадка, UTC      | Налёт                      | Выходы в открытый космос | Время в открытом космосе |
| - | ----------------- | ----------------- | ------------ | --------------- | ----------------- | -------------------------- | ------------------------ | ------------------------ |
| 1 | Колумбия STS-75   | 22.02.1996, 20:18 | STS-75       | Колумбия STS-75 | 09.03.1996, 13:58 | 15 суток 17 часов 40 минут | 0                        | 0                        |
| 2 | Индевор STS-100   | 19.04.2001, 18:40 | STS-100, МКС | Индевор STS-100 | 01.05.2001, 16:10 | 11 суток 21 час 30 минут   | 0                        | 0                        |
|   |                   |                   |              |                 |                   | 27 суток 15 часов 10 минут | 0                        | 0                        |

## Послеполётная деятельность
В сентябре 2001 года У. Гуидони был временно назначен в Европейский центр космических исследований и технологий (ESTEC) для обеспечения экипажей, готовящихся по программам с европейской полезной нагрузкой, размещаемой на борту орбитального модуля «Коламбус».
В июне 2004 году Умберто Гуидони покинул отряд астронавтов ЕКА в связи с тем, что был избран депутатом Европарламента от Партии итальянских коммунистов. В Европарламенте он занял место в группе Европейские объединённые левые/Лево-зелёные северных стран. Являлся членом Комитета по бюджетному контролю, Комитета по вопросам промышленности, научных исследований и энергетики, представителем Комитета по вопросам экологии, здравоохранения и продовольственной безопасности а также временной комиссии по вопросам изменений климата. В 2009 году срок его депутатских полномочий истёк.
С 2010 года Гуидони отвечает за вопросы образования в партии «Левые — экология — свобода», в которую вошла его фракция, вышедшая из Партии итальянских коммунистов.

## Награды
- Медаль НАСА «За космический полёт» (1996, 2001)
- Командор ордена «За заслуги перед Итальянской Республикой» (1996)
- Великий офицер ордена «За заслуги перед Итальянской Республикой» (2001)
- Медаль НАСА «За исключительные заслуги» (2002)

Астероид 10605, открытый в 1996 году В. Джулиани и Ф. Манкой, был назван именем Гуидони.

## Семья, увлечения
Умберто Гуидони женат на Марии Рите Бартолаччи из Милана, имеет сына. Увлекается плаванием, волейболом, классической музыкой.